# Pueblonuevo del Guadiana
Pueblonuevo del Guadiana è un comune spagnolo di 2 046 abitanti situato nella comunità autonoma dell'Estremadura, comarca Tierra de Badajoz. Il comune venne creato nel 2001 distaccandolo da Badajoz, distante 25 chilometri.

## Geografia fisica
Il territorio è attraversato dal fiume Guadiana.

## Storia
La costruzione del paese iniziò nel 1948 come attuazione del piano Badajoz, un'apposita iniziativa governativa per la zona. Il 6 ottobre 1956 fu inaugurata direttamente da Francisco Franco, ma la costruzione fu ultimata negli anni sessanta.